# Pet zapovijedi crkvenih
Pet Crkvenih zapovijedi jesu moralni i Crkveni zakoni koji obvezuju članove Katoličke Crkve.
Navedene su u Katekizmu Katoličke Crkve:
1. Svetkuj zapovjedne blagdane i slušaj pobožno svetu Misu u nedjelju i zapovjedne blagdane.
2. Posti zapovjedne postove i u određene dane ne mrsi.
3. Svake se godine najmanje jedanput ispovjedi i o Uskrsu pričesti.
4. Drži se ženidbenih zakona svete Crkve.
5. Doprinosi za crkvene potrebe.

## Druge hrvatske inačice
Gradišćansko-hrvatski (Kruh nebeski, 1972.):
1. Od Matere Crikve zapovidane svetke svečuj.
2. Svaku nedilju i svetak svetu mašu pobožno svečuj.
3. Od Matere Crikve odredjene poste obdržavaj.
4. Spovij se svako ljeto najmanje jednoč, pričesti se vazmeno vrime i u smrtnoj pogibeli.
5. Crikvene hištvene zakone obdržavaj.
Kajkavski (Szveti evangeliumi, 1694.):
1. Vse svetke napravljene i prepovedane od Cirkve, marlivo sveti.
2. Vsaki svetek, svete meše pobožno poslušaj.
3. Korizmene, i Kvaterne, i ostale cirkvene poste zverženo posti: i po Petke ter Sobote mesa ne jedi.

4. Vsako se leto najmenje jednuč tvojemu lastivnomu popu, ali drugomu z njegovem dopuščenjem, spovedaj.
5. Vsako se leto najmenje jednuč, ter pojmene k Vuzmu pričeščaj.